# アレクサンドル・ロバノフ
アレクサンデル・パープロビッチ・ロバノフ（Aleksander Pavlovitch Lobanov)、1924年8月30日-2003年4月21日）は、ロシアのアウトサイダー・アーティスト。

## 略歴
アレクサンデル・パープロビッチ・ロバノフは1924年8月30日、ソ連のルイビンスクの近くにあったボルガ川に面した小さな町、Mologaで生まれた。ロバノフは6歳の時にかかった髄膜炎のために耳と口が不自由になった。
1937年にロバノフ一家はヤロスラヴリに引越し、1939年秋から、ロバノフはZagorskにある聴覚・言語障害の子どもたちのための特別寄宿学校に行かされた。そして1941年6月の独ソ戦の開始によって、ロバノフはヤロスラヴリに戻った。
1947年、ロバノフはヤロスラヴリの精神病院に入院した。1950年にAfonino精神病院に転院、2003年に死去するまでAfonino精神病院で生活することになる。
ロバノフは1960年代から精神病院内で絵画による独自の芸術活動を開始した。1970年代に入ると写真を利用した、これもまた独自の芸術表現を生み出した。

## 画家としての活動
アレクサンデル・パープロビッチ・ロバノフは、1960年代から病院内で極めて独創的な絵画を描き始めた。その多くはスターリン、レーニンなど、ソ連に関する内容や、銃をモチーフとするものであり、アウトサイダー・アーティストらしく執拗なまでに同じモチーフに拘り続ける点、その一方で高い構成力と色彩との調和が特徴的な作品である。また、ほとんどの作品は42cm×29cmまたは29cm×21cmといった、決まった大きさの紙に描かれた。
1970年代に入ると、ロバノフはヤロスラヴリで自らの写真を撮影し、撮影した写真に独自のモチーフを描き込むといった新たな表現方法を開発した。
ロバノフは完成した絵を人に見せようとはせず、持ち歩いていた旅行かばんの中にしまいこんでいた。
ロバノフの作品は他のアウトサイダー・アーティストと同じく、長らく注目されることがなかったが、1990年代後半に見出され、ヨーロッパ各地で展覧会が開かれるなど評価が高まっており、例えば2007年にはスイスのローザンヌにあるアール・ブリュット・コレクションで、約200点の作品を集めたアレクサンデル・ロバノフ展が開催された。